# Ace of Angels (album)
Pour l’article homonyme, voir Ace of Angels (jeu vidéo).
Albums de AOA
Heart Attack
(2015) Good Luck
(2016)
Singles
1. Miniskirt
Sortie : 1er octobre 2014
2. Like a Cat
Sortie : 25 février 2015
3. Heart Attack
Sortie : 29 juillet 2015
4. Oh Boy
Sortie : 14 octobre 2015

Ace of Angels est le premier album studio japonais du girl group sud-coréen AOA. Il est sorti le 14 octobre 2015 sous Universal Music Japan.

## Contexte
Après avoir sorti trois singles sur le marché japonais, incluant "Miniskirt", "Like A Cat" et "Heart Attack", AOA sort son premier album studio japonais Ace Of Angels le 14 octobre 2015 avec un nouveau titre promotionnel "Oh Boy".

## Éditions
L'album est originellement sorti en trois éditions différentes : Limited Edition A (Édition Limitée A), Limited Edition B (Édition Limitée B), et Regular Edition (Édition Régulière), mais plus tard il est révélé qu'il sortira en 10 versions avec une version pour chaque membre.

## Liste des pistes
| 1.  | Oh Boy                           | Han Seung-hoon, Lee Sang-ho, Andreas Öhrn, Christian Wahlberg, Carries'M, LITTLE | Han Seung-hoon, Lee Sang-ho, Andreas Öhrn, Christian Wahlberg | 3:31 |
| 2.  | Heart Attack (Japanese version)  | Brave Brothers, Chakun, Kanata Nakamura                                          | Brave Brothers, Chakun, Mr. Kang                              | 3:17 |
| 3.  | Elvis (Japanese version)         | Han Seong-ho, UG55                                                               | Kim Do-hoon, Lee Sang-ho                                      | 3:23 |
| 4.  | Joa Yo! (Japanese version)       | Brave Brothers, Star Wars, Yuya Suzuki                                           | Brave Brothers, Star Wars                                     | 4:22 |
| 5.  | Luv Me (Japanese version)        | Brave Brothers, Kanata Nakamura                                                  | Brave Brothers, JS                                            | 3:32 |
| 6.  | Short Hair (Japanese version)    | Brave Brothers, Yuya Suzuki                                                      | Brave Brothers, Elephant Kingdom                              | 3:37 |
| 7.  | Lemon Slush                      | Lee Jin-ho, LITTLE                                                               | Lee Jin-ho, Kim Jae-yang, Go Jin-young                        | 3:13 |
| 8.  | Like A Cat (Japanese version)    | Brave Brothers, TomoMi                                                           | Brave Brothers, Chakun, JS                                    | 3:41 |
| 9.  | You Know That (Japanese version) | Brave Brothers, Star Wars, Meg.me                                                | Brave Brothers, Star Wars                                     | 3:25 |
| 10. | Stay With Me                     | Kim Jae-yang, Kanata Nakamura                                                    | Kim Jae-yang, Park Hyun-woo                                   | 3:19 |
| 11. | Miniskirt (Japanese version)     | Brave Brothers, Chakun, Carries'M                                                | Brave Brothers, Chakun, Elephant Kingdom                      | 3:01 |

| 1. | Miniskirt (Music video)                   |  |
| 2. | Like a Cat (Music video)                  |  |
| 3. | Heart Attack (Music video)                |  |
| 4. | Oh Boy (Music video)                      |  |
| 5. | Oh Boy (Dance version music video)        |  |
| 6. | Oh Boy (Music video & jacket making film) |  |
| 7. | AOA log-in (TOKYO #7)                     |  |
| 8. | AOA log-in (TOKYO "Heart Attack" Digest)  |  |

## Classement

### Weekly charts
| Classement (2015)               | Meilleure position |
| ------------------------------- | ------------------ |
| Japanese Albums (Oricon)        | 2                  |
| Japanese Top Albums (Billboard) | 1                  |

## Historique de sortie
| Pays  | Date            | Format | Édition  | Distributeur          |
| ----- | --------------- | ------ | -------- | --------------------- |
| Japon | 14 octobre 2015 | CD     | Standard | Universal Music Japan |